# هاموند
هاموند (بالإنجليزية: Hammond)‏ هي مدينة في مقاطعة ليك، إنديانا في الولايات المتحدة. وهي جزء من منطقة شيكاغو العمرانية. بلغ عدد السكان 80,830 حسب تعداد عام 2010.

## التركيبة السكانية
قام مكتب تعداد الولايات المتحدة بتحديد بيانات التركيبة السكانية لهاموندفي تعداد الولايات المتحدة. في ما يلي، التركيبة السكانية حسب تعدادي 2000 و2010.

### تعداد عام 2000
بلغ عدد سكان هاملين 1,119 نسمة بحسب تعداد عام 2000، وبلغ عدد الأسر 478 أسرة وعدد العائلات 312 عائلة مقيمة في البلدة.
وتوزع التركيب العرقي للبلدة بنسبة 98.84% من البيض و 0.27% من الأمريكيين الأصليين و 0.09% من الأمريكيين الأفارقة و 0.80% من عرقين مختلطين أو أكثر.
بلغ عدد الأسر 478 أسرة كانت نسبة 29.3% منها لديها أطفال تحت سن الثامنة عشر تعيش معهم، وبلغت نسبة الأزواج القاطنين مع بعضهم البعض 43.9% من أصل المجموع الكلي للأسر، ونسبة 17.6% من الأسر كان لديها معيلات من الإناث دون وجود شريك، وكانت نسبة 34.7% من غير العائلات. تألفت نسبة 32.4% من أصل جميع الأسر من أفراد ونسبة 15.7% كانوا يعيش معهم شخص وحيد يبلغ من العمر 65 عاماً فما فوق. وبلغ متوسط حجم الأسرة المعيشية 2.77، أما متوسط حجم العائلات فبلغ 2.21.
بلغ العمر الوسطي للسكان 41 عاماً. وكانت نسبة 21.0% من القاطنين تحت سن الثامنة عشر، وكانت نسبة 9.1% بين الثامنة عشرة والأربعة وعشرين عاماً، ونسبة 26.9% كانت واقعةً في الفئة العمرية ما بين الخامسة والعشرين والأربعة وأربعين عاماً، ونسبة 21.2% كانت ما بين الخامسة والأربعين والرابعة والستين، ونسبة 21.8% كانت ضمن فئة الخامسة والستين عاماً فما فوق. يوجد لكل 100 أنثى 80.2 ذكر، ويوجد لكل 100 أنثى في الثامنة عشر من عمرها فما فوق 73.7 ذكر.
بلغ متوسط دخل الأسرة في البلدة 22,143 دولار، أما متوسط دخل العائلة فبلغ 30,250 دولار. وكان متوسط دخل الذكور 30,000 دولار مقابل 17,059 دولار للإناث. وسجل دخل الفرد الخاص بالبلدة 13,728 دولار. وكانت نسبة 20.3% من العائلات ونسبة 22.6% من السكان تحت خط الفقر، وكان من هؤلاء نسبة 38.0% تحت سن الثامنة عشر ونسبة 12.1% في الخامسة والستين من العمر وما فوق.

### تعداد عام 2010
بلغ عدد سكان هاملين 1,142 نسمة بحسب تعداد عام 2010، وبلغ عدد الأسر 467 أسرة وعدد العائلات 311 عائلة مقيمة في البلدة. في حين سجلت الكثافة السكانية 1,903.3 نسمة لكل ميل مربع (734.9/كم2). وبلغ عدد الوحدات السكنية 528 وحدة بمتوسط كثافة قدره 880.0 لكل ميل مربع (339.8/كم2).
وتوزع التركيب العرقي للبلدة بنسبة 99.0% من البيض و 0.1% من الأمريكيين الأصليين و 0.1% من الأمريكيين ذوي الأصول الآسيوية و 0.8% من عرقين مختلطين أو أكثر.
بلغ عدد الأسر 467 أسرة كانت نسبة 29.3% منها لديها أطفال تحت سن الثامنة عشر تعيش معهم، وبلغت نسبة الأزواج القاطنين مع بعضهم البعض 43.5% من أصل المجموع الكلي للأسر، ونسبة 16.7% من الأسر كان لديها معيلات من الإناث دون وجود شريك، بينما كانت نسبة 6.4% من الأسر لديها معيلون من الذكور دون وجود شريكة وكانت نسبة 33.4% من غير العائلات. تألفت نسبة 30.6% من أصل جميع الأسر من أفراد ونسبة 12.8% كانوا يعيش معهم شخص وحيد يبلغ من العمر 65 عاماً فما فوق. وبلغ متوسط حجم الأسرة المعيشية 2.82، أما متوسط حجم العائلات فبلغ 2.32.
بلغ العمر الوسطي للسكان 43.2 عاماً. وكانت نسبة 19.7% من القاطنين تحت سن الثامنة عشر، وكانت نسبة 9.3% بين الثامنة عشرة والأربعة وعشرين عاماً، ونسبة 23% كانت واقعةً في الفئة العمرية ما بين الخامسة والعشرين والأربعة وأربعين عاماً، ونسبة 26.1% كانت ما بين الخامسة والأربعين والرابعة والستين، ونسبة 21.9% كانت ضمن فئة الخامسة والستين عاماً فما فوق. وتوزع التركيب الجنسي للسكان بنسبة 46.2% ذكور و53.8% إناث.